# Сосна остистая
Сосна́ ости́стая (лат. Pinus aristata) — вид хвойных деревьев рода Сосна. Произрастает в Колорадо и в северной части Нью-Мексико, часто в горах, на высоте до 3700 м над уровнем моря.

## Ботаническое описание
Дерево средних размеров, высотой 5—15 м, с диаметром ствола до 1,5 м.
Кора серо-коричневая, тонкая, в основании ствола чешуйчатая.
Хвоя от тёмно-зелёного до голубовато-зелёного цвета, хвоинки 2,5—4 см длиной, собраны в пучки по пять штук.
Шишки яйцевидно-цилиндрические. Закрытые 5—10 см длиной и 3—4 см в диаметре, сиреневые. Зрелыми шишки становятся через 16 месяцев, они желтовато-песочного цвета.
Семена 5 мм длиной, с 10—20-миллиметровым крылышком.
Семена в основном разносятся ветром, а некоторые — североамериканскими ореховками, которые вырывают семена из открывающихся шишек и поедают их.
Это растение редко доживает до 1500 лет, однако возраст некоторых растений может приближаться к отметке 2500 лет. Сосна остистая межгорная (другой вид той же подсекции) может жить до 5000 лет.
|  |  |  |

## Систематика
Относится к подсекции Balfourianae единственной секции Parrya подрода Ducampopinus рода Сосна (Pinus). Другими видами этой подсекции являются также произрастающие в Скалистых горах Сосна остистая межгорная (Pinus longaeva) и Сосна Бальфура (Pinus balfouriana). Ранее Сосна остистая рассматривалась как подвид или даже разновидность последней Pinus balfouriana subsp. aristata.	